# 1904 Massevitch
Massevitch (asteróide 1904) é um asteróide da cintura principal com um diâmetro de 18,19 quilómetros, a 2,5376445 UA. Possui uma excentricidade de 0,0751074 e um período orbital de 1 659,96 dias (4,55 anos).
Massevitch tem uma velocidade orbital média de 17,98137909 km/s e uma inclinação de 12,83437º.
Esse asteróide foi descoberto em 9 de Maio de 1972 por Tamara Smirnova.